# راي ارين
راي ارين (بالإنجليزية: Ray Warren)‏ (23 يونيو 1918 ببرستل في المملكة المتحدة - 13 مارس 1988 ببرستل في المملكة المتحدة) هو لاعب كرة قدم بريطاني (وحمل سابقاً جنسية المملكة المتحدة لبريطانيا العظمى وأيرلندا) في مركز الدفاع. لعب مع نادي بريستول روفيرز.